# Tetrisaaret (ö i Södra Savolax, Nyslott, lat 62,20, long 28,32)
Tetrisaaret är en ö i Finland. Den ligger i sjön Haukivesi och i kommunen Rantasalmi i den ekonomiska regionen  Nyslotts ekonomiska region  och landskapet Södra Savolax, i den sydöstra delen av landet, 290 km nordost om huvudstaden Helsingfors. Öns area är 7,7 hektar och dess största längd är 0,5 kilometer i öst-västlig riktning.  Notera att namnet antyder att det är fråga om flera öar.